# 大花四照花
大花四照花，又名大花山茱萸、多花狗木，是山茱萸科的一種木本植物。原產於北美洲東部，從美國緬因州南部往西經加拿大安大略省南部至美國堪薩斯州東部；南至佛羅里達州北部及德克薩斯州東部。另外在墨西哥東部的新萊昂州及韋拉克魯斯州也有出產一個亞種。
大花四照花是美國北卡羅萊那州及維吉尼亞州的州花。

## 形態特徵
大花四照花是一種落葉小喬木，株高可達10公尺高，成熟株的樹冠通常會比植株的高度還要寬闊，樹幹直徑可達30公分。樹齡十年的樹大約可以長到5公尺高。葉子為單葉，對生。葉卵形，葉尖銳尖。葉長6－13公分，寬4－6公分。葉緣具有非常細的鋸齒，要用放大鏡才看的清楚，因此外觀看起來很像是全緣葉。葉綠色，秋天時會轉變為濃紅褐色。
花小，不明顯，花為兩性花。花瓣四片，黃綠色，花瓣長4公釐。花序為繖形花序，由大約20朵花密集生長而成，花序呈圓形，寬1－2公分。花序周圍有四片大型的白色苞片，苞片很明顯，常被誤認為是「花瓣」。苞片圓形，長3公分，寬2.5公分，在苞片頂端通常帶有明顯的凹痕。

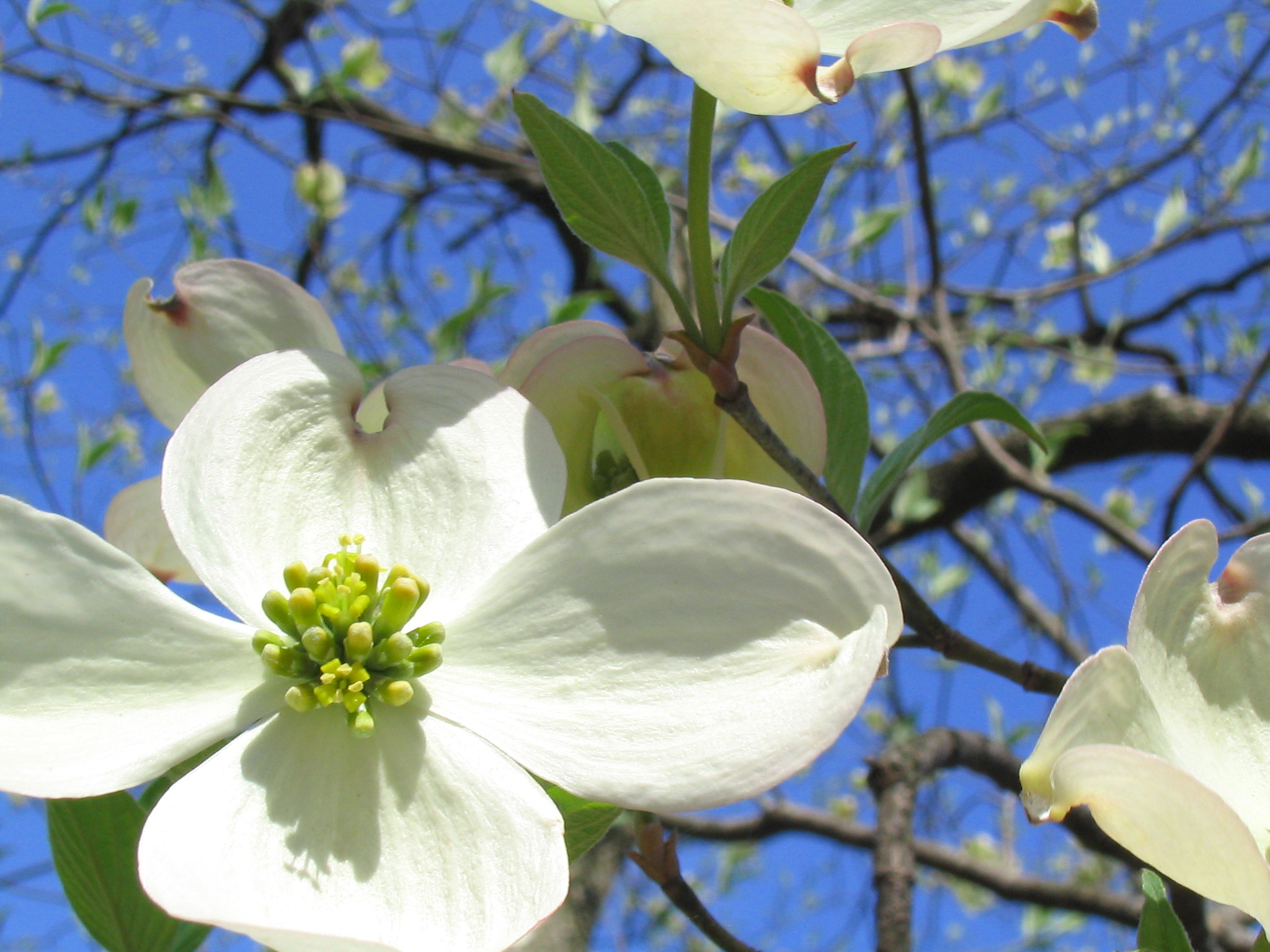
大花四照花，四片白色的苞片及黃綠色的花。

野生種的苞片是白色的，一些特定園藝品種則具有粉紅色或紅色的苞片。生長在原生地南部的植株，通常在四月初開花，生長在北部及高海拔地區者則在四月下旬或五月初開花。
果實為核果，二至十個果實聚生成一簇。果實長10－15公釐，寬約8公釐。果實在夏末至初秋時成熟，成熟時果實會轉變成鮮紅色，有些會或轉變成黃色帶玫瑰色的紅暈。果實可以作為鳥類的食物，是十幾種鳥類重要的食物來源，這些鳥類會協助散播種子。

## 栽培
種植大花四照花最好的場所是早晨曬的到太陽，下午有些遮陰的地方，土壤濕潤且為酸性土壤。若是暴露在強烈的熱源下，例如靠近停車場或是在空調壓縮機附近等高溫的環境下，會使植株長的不好。它的耐鹽性很低，土壤鹽度過高時會影響植株生長。除草時應小心使用割草機，不要傷到樹幹或根，根或樹幹受傷時比較容易感染到病蟲害。

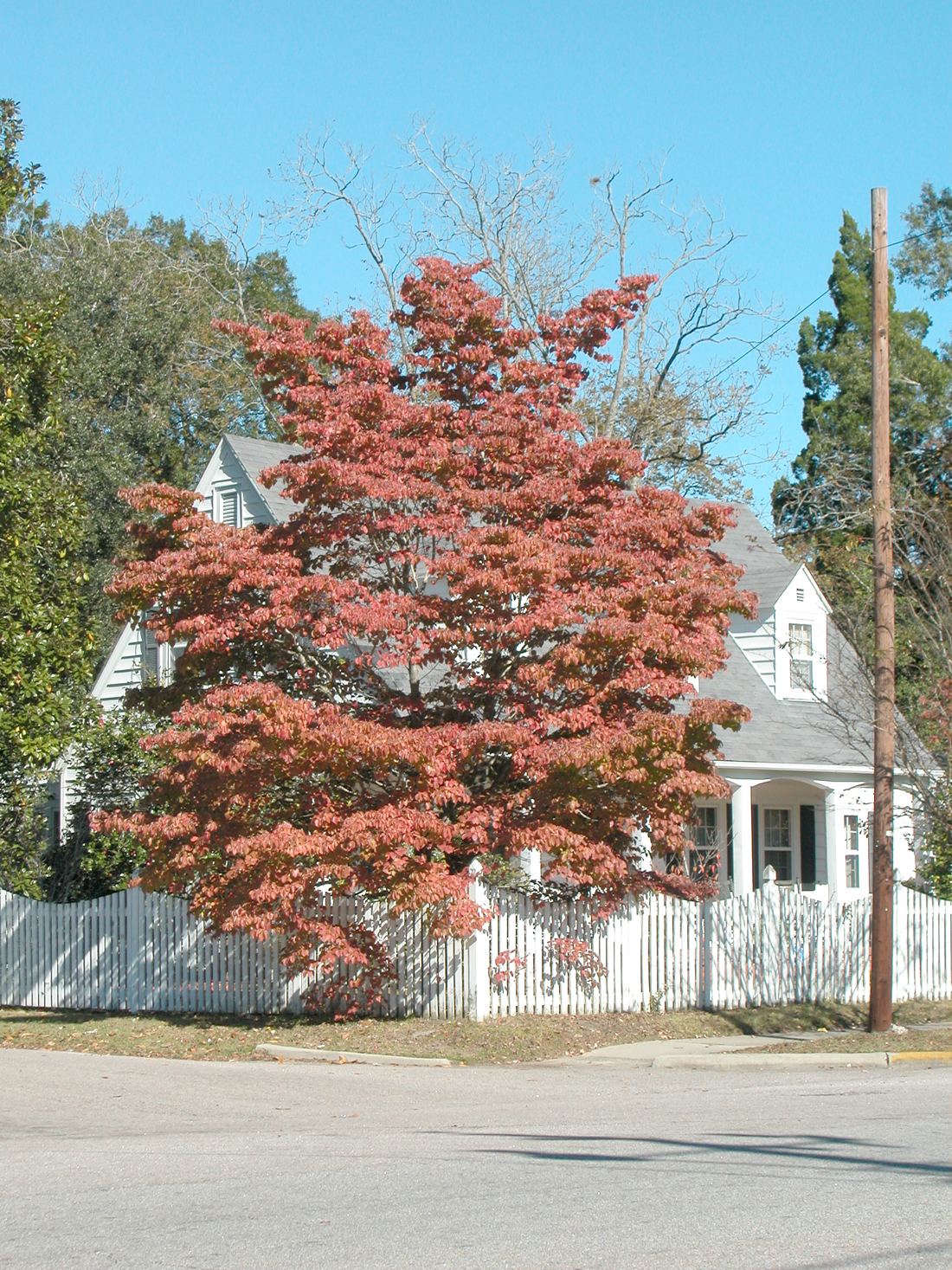
秋天紅褐色的葉子

在四照花潰瘍病發生的地區，有種植大花四照花的個人及公有地管理單位應該要充分了解潰瘍病的症狀，且要經常檢查樹木是否有得到這種疾病。栽種時要選擇健康、無病害的苗木，儘量避免從森林中移植種苗。栽種的場地要選擇排水良好，土壤肥沃的地方。在容易得病的高風險地區，例如溪流或池塘邊，建議要種在光線充足的全日照環境下。每年要定期修剪，剪掉死亡的枯枝並加以銷毀。乾旱時期要每週澆水，澆水要在早晨進行，澆水時不要弄濕樹葉，要避免將水澆在葉子上。必要時可以使用殺菌劑來防治病害的發生，使用農藥時劑量要依據廠商或農業研究單位的指示和建議使用。

## 繁殖

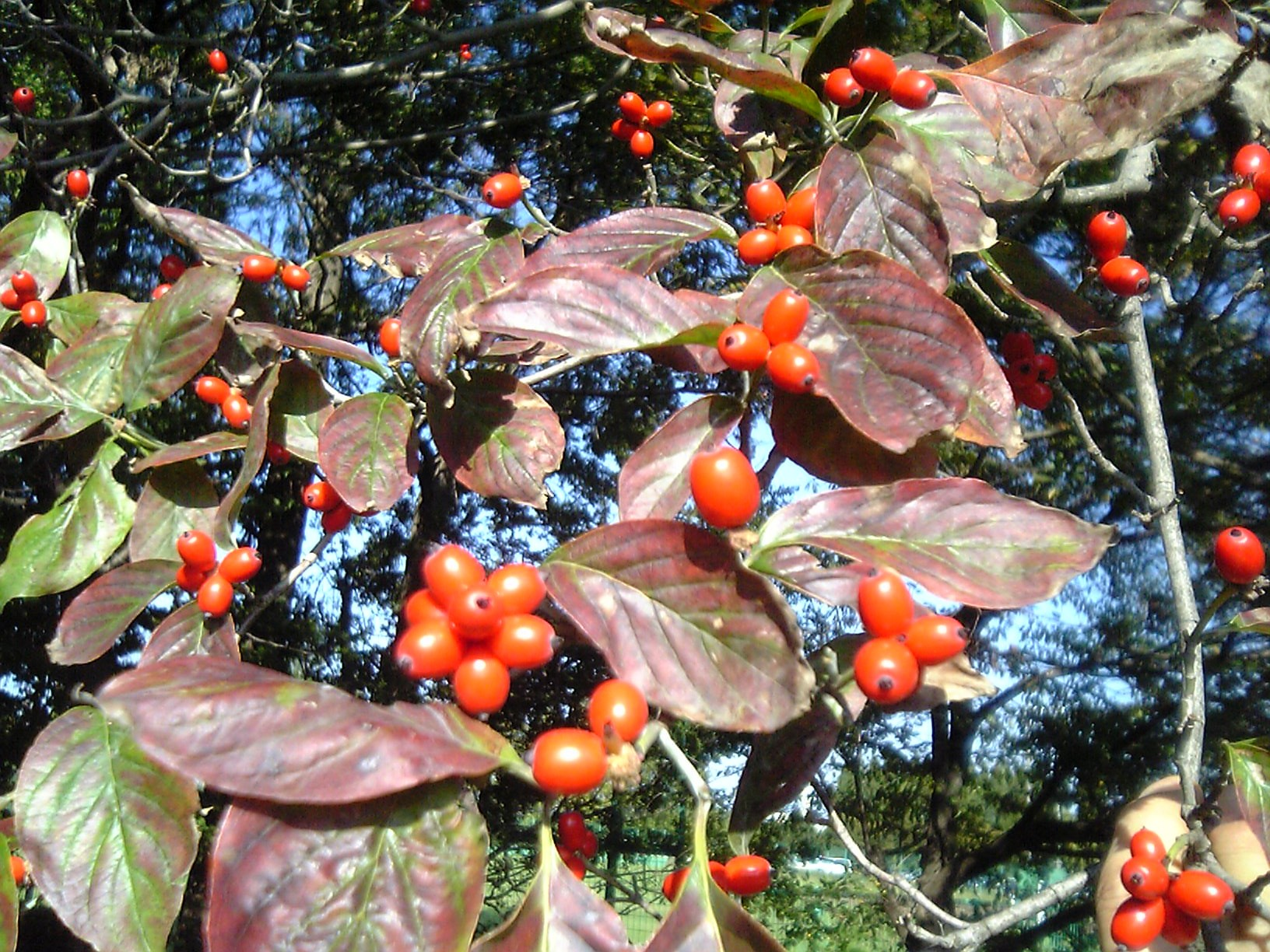
大花四照花的果實

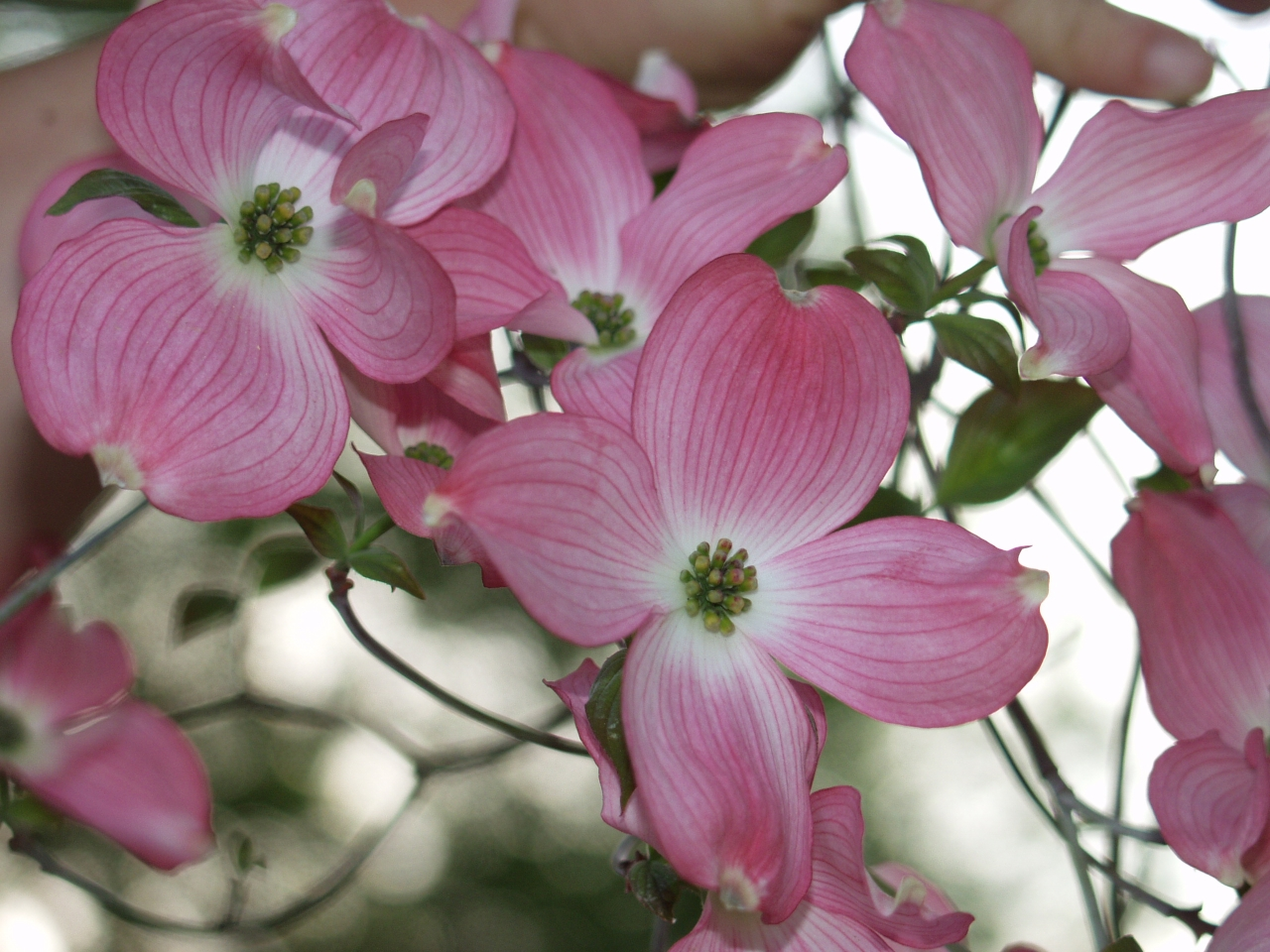
粉紅色的品種

大花四照花可以用種子、扦插、嫁接及組織培養的方式來繁殖。
用種子繁殖很容易，在秋天時播種，隔年春天發芽。選用品質優良的種子，播種前先用低溫層積法處理種子，在4℃的溫度下，處理90天－120天以打破種子的休眠，則種子的發芽率幾乎可達100%。
扦插可以用嫩枝扦插的方式進行，在春末至夏初間，使用新生的枝條作插穗，扦插前先用發根劑3-吲哚丁酸（indole-3-butyric acid）8000－10000 ppm處理插穗，扦插後移至噴霧床下放置，至發根後再移出，扦插成活率可以達到50－85%。雖然扦插的成活率還算不錯，不過專業的生產者並不常用這種技術來繁殖，較常用的方法是使用嫁接繁殖。在夏末使用丁字形芽接的方法，或是冬季時於溫室內使用舌接的方法繁殖特定的品種。
微體繁殖的方法可以用來作為育種工具，目標是育成抗炭疽病及白粉病的大花四照花新品種。將含有側芽的節段由植物體切下後，培養在木本植物培養基（Woody Plant Medium）內，培養基內添加6-苄基腺嘌呤（6-Benzyladenine）4.4 μM，可以誘導芽條生長。將生長5－7星期的芽條，轉殖到添加3-吲哚丁酸（濃度4.9μM）的木本植物培養基內，可以促使芽條生根，發根率達到83%。

## 用途
以前會用大花四照花來製造墨水、紅色染料及作為奎寧替代品。木材材質緻密堅硬，可以作高爾夫球桿的桿頭、木槌、木耙、工具的把手、珠寶盒及砧板。

## 亞種
大花四照花有兩個亞種：

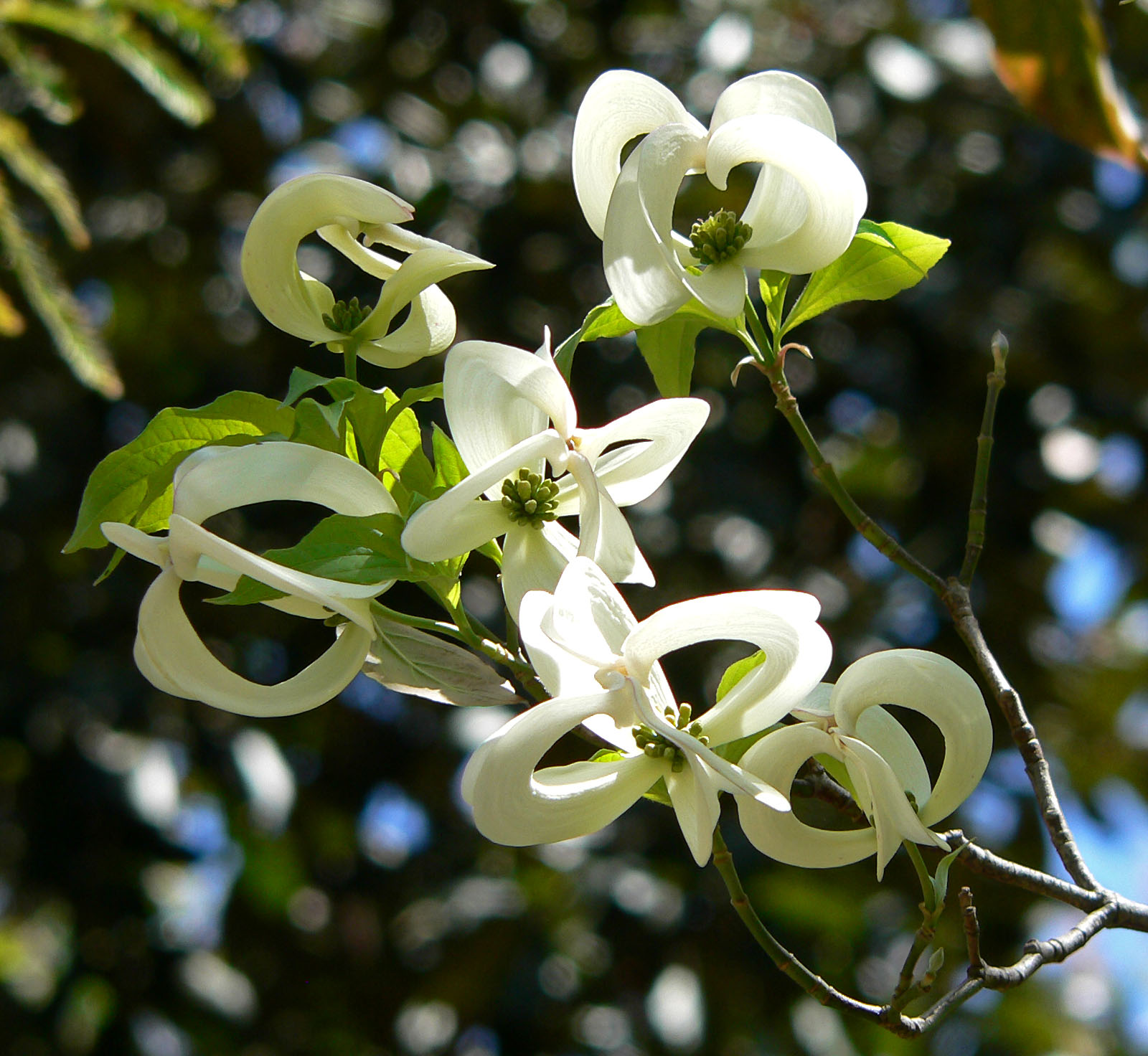
墨西哥四照花

- 大花四照花（Cornus florida subsp. florida），原產於美國東部、加拿大東南部。
- 墨西哥四照花（Cornus florida subsp. urbiniana），異名Cornus urbiniana，原產於墨西哥東部。

## 外部連結
- Germplasm Resources Information Network: Cornus florida（大花四照花資料）
- NRCS: USDA Plants Profile: Cornus florida（页面存档备份，存于）（大花四照花資料）
- Missouriplants: Cornus florida（大花四照花資料）
- Bioimages: Cornus florida（大花四照花資料）
- Floridata: Cornus florida（页面存档备份，存于）（大花四照花資料）
- Univ. of Connecticut Plant Database: Cornus florida（大花四照花資料）
- US Forest Service: Cornus florida（页面存档备份，存于）（大花四照花資料）
- UC IPM Online: Dogwood pest management（页面存档备份，存于）（病蟲害）
- Dogwood Anthracnose（页面存档备份，存于）（炭疽病）
- Foliar Diseases of Dogwood（葉片病害）
- Interactive Distribution Map of Cornus florida（分布圖）